# Per Nilsson i Kärra
Per Nilsson (i riksdagen kallad Nilsson i Kärra), född 30 mars 1821 i Strövelstorps socken, Kristianstads län, död där 6 september 1882, var en svensk lantbrukare och riksdagsman.
Nilsson var lantbrukare i Kärra i Strövelstorps socken och var ledamot av riksdagens första kammare 1874–1878, invald i Kristianstads läns valkrets.